# Dark Colony
Dark Colony ist ein Echtzeit-Strategiespiel des US-amerikanischen Spieleentwickler-Studios GameTek (in Europa Take 2 Interactive Software Europe zugehörig) aus dem Jahr 1997. Vertrieben wurde es von Acclaim Entertainment und Strategic Simulations, Inc.

## Handlung
Die Handlung spielt im Jahr 2137. Die Menschheit fand auf dem Mars eine neue hochergiebige Energiequelle in Form des Gases Petra-7, welche die übervölkerte Erde dringend benötigt. Darauf hat man den Mars kolonisiert und ihn in über einhundert Jahren terraformt. So ist die Atmosphäre des Mars atembar und er ist zum Teil mit Dschungel bewachsen und weist eine Fauna auf. Mit der Kolonisierung wurde eine Handvoll von Großkonzernen beauftragt, welche gemeinsam kooperieren. Als das Marsprojekt immer mehr Fortschritte macht, taucht plötzlich die feindlich gesinnte außerirdische Rasse der Taar – „Graue“ genannt – auf dem Mars auf. Die Taar stammen aus einer untergehenden Welt und haben den Mars als neue Heimatwelt auserkoren und machen sich nun daran, die Menschen dort zu vernichten. Die mit der Marskolonisierung beauftragten Firmen mobilisieren ihre Streitkräfte, um sich den außerirdischen Invasoren entgegenzustellen.

## Spielmechanik
Dem Spieler stehen die Kampagnen der Menschen und Taar zur Verfügung. Der Spieler startet für die Echtzeit-Strategie genreuntypisch mit nur einem Basisgebäude in Form einer fünfseitigen Plattform, welche sich mit weiteren Gebäuden wie Fabriken und Forschungslabore erweitern lässt. Die Anbauten lassen sich aufrüsten, um fortschrittlichere Einheiten produzieren zu können. Als geldbringender Rohstoff muss Petra-7 mittels Raffinerien aus Geysiren gefördert und verteidigt werden. Die Gasvorkommen sind erschöpflich.
Jeder Seite steht jeweils ein Commander zu, welche besonders kampfstark sind, sich selber heilen können und unter anderem nahe untergeordnete Truppen kurzfristig einen Bonus verleihen. Jede Seite verfügt größtenteils über „gespiegelte Einheiten“, womit es ein entsprechendes Gegenstück im feindlichen Waffenarsenal gibt. Während die Menschen Kampfläufer, Panzerfahrzeuge und Bomber einsetzen, bestehen die Einheiten der Taar aus genetisch gezüchteten Kriegsbestien. Auch bestehen ihre Basen aus Biotechnologie. Die Panzerung und Feuerkraft der Einheiten sind aufrüstbar. Im Spiel gibt es einen Tag- und Nachtwechsel, in dem Menschen tagsüber einen Kampfvorteil haben, die Aliens wiederum nachts. Auch lassen sich uralte außerirdische Artefakte einer untergegangenen marsianischen Kultur auf der Karte finden, welche spielerische Vorteile bringen.
Der Mehrspielermodus ist für bis zu acht Spieler und KI-Gegner ausgelegt.

## Rezeption
PC Games bewertete das Spiel in der Ausgabe Oktober 1997 mit 70 %, während GameStar in der Ausgabe Oktober 1997 eine Bewertung von 71 % angab.

## Erweiterung
Am 8. Januar 1998 erschien die Erweiterung Dark Colony: The Council Wars von Sold-Out Software. Vertrieben wurde es von GameTek. Das Add-on bringt unter anderem weitere Missionen.